# 랜도 캘리시언
랜도 칼리시안(Lando Calrissian)은 스타워즈의 등장인물이며 한 솔로의 친구이다.전 밀레니엄 팔콘 소유자다.

## 상세
베스핀 행성에 살며 도박으로 광산을 얻었다. 제다이의 귀환에서는 반란 연합의 장군이 되어 아크바 제독과 함께 엔도 전투에 참전한다. 밀레니엄 팔콘을 조종하여 데스 스타 2를 파괴하며 엔도 전투에서 승리한다.